# كوداكاوات
الكوداكاوات (الاسم العلمي: Codakiinae) هي أسرة من الرخويات تتبع الفصيلة اللوسينات من رتبة اللوسينيات.

## أجناس الكوداكاوات
- الكوداكية
- Ctena
- Epicodakia
- Epilucina
- Lucinoma
- Miltha